# Nuccia Fumo
Anna Fumo (Nápoles, Italia, 8 de julio de 1917 - ib., 21 de septiembre de 2005), más conocida como Nuccia Fumo, fue una actriz italiana.

## Biografía
Hija de los actores Eugenio, fundador de la compañía de teatro Cafiero Fumo junto con Salvatore Cafiero, y Linda Moretti, hermana de la también actriz Nunzia, Nuccia comenzó a frecuentar los escenarios desde niña.
Tras dedicarse principalmente al teatro actuando, entre otros, junto a los hermanos Peppino y Eduardo De Filippo, Mario Trevi, Giorgio Strehler, Nello Mascia y los hermanos Aldo y Carlo Giuffré, fue redescubierta por el cine (en el que ya había interpretado algunos papeles) hacia el final de su carrera, a mediados de los años 80, junto con su hermana Nunzia, principalmente gracias a sus interpretaciones en las películas de Luciano De Crescenzo Così parlò Bellavista, Il mistero di Bellavista y 32 dicembre. 
Nuccia murió a los 88 años en 2005.

## Carrera

### Cine
- Questi fantasmi, de Eduardo De Filippo (1954)
- Perfide ma... belle di Giorgio Simonelli (1958)
- Arreglo de cuentas en San Genaro (Operazione San Gennaro), de Dino Risi (1966)
- Signore e signori, buonanotte, episodio Il Disgraziometro (1976)
- Nel segno del leone, de Mario Garbetta (1981)
- Lacrime napulitane, de Ciro Ippolito (1981)
- Succede a Napoli, de Mario Garbetta (1983)
- Così parlò Bellavista, de Luciano De Crescenzo (1984)
- Il mistero di Bellavista, de Luciano De Crescenzo (1985)
- Uccelli d'Italia, de Ciro Ippolito (1985)
- El teniente de los carabineros (Il tenente dei carabinieri), de Maurizio Ponzi (1986)
- Speriamo che sia femmina, de Mario Monicelli (1986)
- Fotoromanzo, de Mariano Laurenti (1986)
- 32 dicembre, de Luciano De Crescenzo (1987)
- Chiari di luna, de Lello Arena (1988)
- La casa del sorriso, de Marco Ferreri (1988)
- Sabato, domenica e lunedì, de Lina Wertmüller - telefilme (1990)
- El amor no es lo que parece (Pensavo fosse amore... invece era un calesse), de Massimo Troisi (1991)
- Pacco, doppio pacco e contropaccotto, de Nanni Loy (1993)
- Sono pazzo di Iris Blond, de Carlo Verdone (1996)
- A spasso nel tempo - L'avventura continua, de Carlo Vanzina (1997)
- Non lo sappiamo ancora, de Stefano Bambini y Lino D'Angiò (1999)
- Lontano in fondo agli occhi, de Giuseppe Rocca (2000)
- Certi bambini, de Antonio Frazzi y Andrea Frazzi (2004)
- Leone e Giampiero, de Salvatore Scarico (2006)

### Televisión
- Peppino Girella, serie televisiva de Eduardo De Filippo (1963)
- Michele Settespiriti, serie televisiva de Giuseppe Di Martino (1964)
- L'eredità della priora, serie televisiva de Anton Giulio Majano (1980)